# Pas rdzy

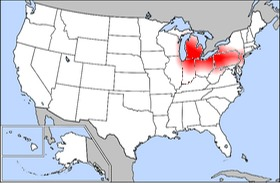
Pas rdzy, zaznaczony na czerwono

Pas rdzy (ang. Rust Belt) – zwyczajowe określenie terenów w północno-wschodniej części Stanów Zjednoczonych, obejmujących stany Michigan, Indiana, Ohio i Pensylwania, charakteryzujących się rozwiniętym przemysłem ciężkim. 
Na wschodzie graniczy z BosWash (Boston, Nowy Jork, Waszyngton) na północy z Wielkimi Jeziorami, a na południe sięga Appalachów. Termin zyskał popularność w latach 80., a słowo „rdza” (zamiast „stal”) symbolizuje rozpad, a więc zmniejszanie się produkcji, zatrudnienia i liczby ludności, czego ekstremalnym przykładem jest miasto Detroit, gdzie w latach 2000−2015 ubyło 28,8% populacji.
W okresie rozwoju przemysłu w Stanach Zjednoczonych region ten nazywano stalowym pasem (Steel Belt).